# Нортвуд (Северна Дакота)
Нортвуд (енгл. Northwood) град је у америчкој савезној држави Северна Дакота.

## Демографија
По попису из 2010. године број становника је 945, што је 14 (-1,5%) становника мање него 2000. године.
| Група             | 2000.       | 2010.       |
| Белци             | 945 (98,5%) | 923 (97,7%) |
| Афроамериканци    | 1 (0,1%)    | 1 (0,1%)    |
| Азијати           | 1 (0,1%)    | 2 (0,2%)    |
| Хиспаноамериканци | 7 (0,7%)    | 4 (0,4%)    |
| Укупно            | 959         | 945         |